# Rose Lokonyen
Rose Nathike Lokonyen est une athlète originaire du Soudan du Sud née le 24 février 1995, qui vit et s'entraîne actuellement au Kenya.

## Enfance
Lokonyen est né au Soudan du Sud. Son père est soldat et elle a quatre frères et sœurs plus jeunes. À l'âge de 10 ans, Lokonyen et sa famille ont fui à pied des soldats dans leur village de Chukudum,. La famille s'est alors entassée à l'arrière d'un camion et s'est dirigée vers le camp de réfugiés de Kakuma, dans le nord-ouest du Kenya.  Ses parents ont quitté Kakuma en 2008 en abandonnant Lokonyen et ses frères et sœurs au camp de réfugiés. Quand elle a atteint le lycée, tout en vivant dans le camp de réfugiés, Lokonyen a commencé à courir comme un passe-temps,.

## Carrière
Le Comité international olympique et la Fondation Tegla Loroupe ont organisé des courses à l’intérieur des camps de réfugiés pour une éventuelle participation aux Jeux olympiques d’été de 2016. Lokonyen a d'abord essayé à la distance de 5 000 mètres et a remporté sa course, tout en courant pieds nus, lui permettant d'avancer jusqu'à Ngong,. Elle a continué à s'entraîner aux côtés d'autres réfugiés olympiques pleins d'espoir à Ngong avant d'être informée qu'elle avait été choisie pour participer à une compétition en direct depuis Genève, en Suisse. Elle était entraînée par John Anzrah. 
Elle a été sélectionnée par le Comité international olympique (CIO) pour concourir pour l'équipe olympique des réfugiés au 800 m féminin lors des Jeux olympiques d'été de 2016 à Rio de Janeiro, au Brésil. L'équipe olympique des réfugiés était la première équipe de réfugiés de l'histoire olympique. Lokonyen était l'un des cinq athlètes de l'équipe originaire du Soudan du Sud. Elle était le porte-drapeau de l'équipe lors de la cérémonie d'ouverture. Nathinke a terminé septième dans sa première manche avec un temps de 2 min 16 s 64. Elle n'a pas avancé.
Elle s'entraîne avec Tegla Loroupe, détentrice de plusieurs records du monde.
Elle fait partie de l'équipe olympique des réfugiés aux Jeux olympiques d'été de 2020 annoncée par le Comité international olympique le 8 juin 2021.